# Bucsin (Gyergyóalfalu)
Bucsin (románul: Bucin) falu Romániában, Hargita megyében, Gyergyóalfalu községhez tartozik.

## Fekvése
A Parajd és Gyergyóalfalu közötti út legmagasabb pontján lévő hágón, 1287 méter magasan terül el Bucsin, egy kis település, alig ötven házzal. Míg lent, például Parajdon késő őszi az időjárás, addig fent már a hó az úr.

## Története
Korábban Popas Bucin, vagyis Bucsin-pihenő volt a neve. Ha nem lenne a tetőn, illetve fogadóit, sípályáit hirdető és turistaútjait jelző tábláival nem hívná fel magára a figyelmet, talán az utazó észre sem venné, hogy egy települést hagyott maga mögött.

## Turizmus
Itt található a Bucsin-tető (é. sz. 46° 39′ 20″, k. h. 25° 17′ 37″46.655431°N 25.293661°E), amely komoly turisztikai célpontnak számít. A Bucsin-tető 1287 m magasan emelkedik a Gyergyói-medence nyugati határában. Erre vezet a medencéből az egyik kijáró, maga a Bucsin-tető, más néven a Bucsin-hágó a kapu.
A tetőnek mégis más szempontból is jelentősége van. Elsősorban az alfalvi embereknek a területei találhatók itt, mivel elsőrendű hétvégi üdülőhely.
A tetőről gyönyörű rálátás nyílik a medencére úgy nappal, mint éjszaka, amikor a város és a környező falvak lámpái megannyi szentjánosbogárhoz hasonlóan hunyorognak.
A 2006-ban feljavított műút mellett Parajd felé a jobb oldalon található egy csorgó is, mely a szomjas vándornak kínálja hűsítő, friss forrásvizét.

## Lakói
Régen sem lakták sokan, nem egész félszázan. Mivel mára már teljesen üdülőfaluról van szó, ezért mindössze 7 ember lakta 1992-ben. Ők nemzetiségüket tekintve mind magyarok voltak.